# Juan Miranda (labdarúgó)
Juan Miranda González (Olivares, 2000. január 19. –) spanyol profi labdarúgó, posztját tekintve hátvéd. A La Ligában szereplő Real Betis játékosa.

## Pályafutása

### Klubcsapatokban
Olivares-ben született, 2014 júniusában csatlakozott az FC Barcelona akadémiájához. Előtte a Real Betis Balompié csapatában nevelkedett.

#### FC Barcelona
2017. augusztus 19-én debütált az FC Barcelona B-ben, a Real Valladolid elleni 2–1-re megnyert másodosztályú (La Liga 2) mérkőzésen.
2018. január 27-én a Granada CF ellen, a mérkőzés 61. játékpercében megszerezte az első gólját a csapatban.
2018. augusztus 12-én nevezték először a nagycsapatban, a Sevilla elleni Spanyol szuperkupa mérkőzésére.
Október 31-én debütált a csapatban, a Cultural Leonesa elleni 1–0-ra megnyert spanyol kupa mérkőzésen.
December 11-én nemzetközi szinten is bemutatkozott (UEFA-bajnokok ligája) a Tottenham Hotspur elleni 1–1-es összecsapáson.

#### Schalke 04(kölcsönben)
2019. augusztus 30-án a Barcelona kölcsönadta a 7-szeres német bajnok Schalke 04 csapatának.
2019. szeptember 15-én nevezték először a Paderborn elleni idegenbeli 3–0-s összecsapásra.
Pontosan három hónappal később debütált a 77. percben csereként, az Eintracht Frankfurt elleni 1–0-ra végződő mérkőzésen.
2020. február 4-én debütált a németkupasorozatban a Hertha BSC ellen. Mivel a mérkőzés nem dőlt el a rendes játékidőben, így Daniel Caligiurit ő helyettesítette a 91. percben. A találkozó végül 3–2-re végződött, így a negyeddöntőbe jutottak.

#### Real Betis
2020. október 5-én az FC Barcelona ismét kölcsönadta, ezúttal a sevillai Real Betis csapatának, a 2020–21-es szezon végéig.
Október 18-án debütált a Real Sociedad elleni 0–3-s vendégbeli összecsapáson. A 78. percben Álex Moreno-t váltotta.
Öt találkozót kihagyva, december 6-án mindössze a második mérkőzésén a CA Osasuna ellen idegenben megszerezte az első gólját. Előbb a 82. percben lépett pályára, majd a 90+1. percben volt eredményes.
December 17-én a Copa del Reyben (spanyol kupa) is bemutatkozott a második szakaszban, az UCAM Murcia idegenbeli 0–2-s találkozón. A mérkőzést végig játszotta.
2021. július 1-jével ingyen megszerezte a játékjogát az andalúziai együttes.
2022. április 23-án spanyol kupa győztes lett, a 2021/22-es idényben. A döntőt a Valencia CF ellen játszották, végül tizenegyespárbajra került sor, és az utolsó büntetőt Miranda értékesítette.

### A válogatottban

#### Spanyolország U21
Többszörös spanyol utánpótlás válogatott, jelenleg az U21-es együttesben szerepel.
2021 márciusában tagja volt a csapat 23-fős keretének, a 2021-es U21-es Európa-bajnokságon. Március 24-én tartották a csoportkör első mérkőzését, Szlovénia elleni 0–3-s találkozón. A mérkőzés utolsó perceiben szerezte meg első gólját, a csapatban.

#### Spanyolország
2021. június 8-án mutatkozott be góllal, egy Litvánia elleni 4–0-s találkozón.
Mivel a csapat egy-két játékosa pozitív koronavírustesztet produkált, így elővigyázatosságból az U21-es csapatot küldték ki a pályára.

## Statisztika
2023. április 18-i állapot szerint.
| Klub                 | Szezon           | Bajnokság          | Bajnokság | Bajnokság | Kupa  | Kupa  | Európai | Európai | Egyéb | Egyéb | Összes | Összes |
| Klub                 | Szezon           | Liga               | Mérk.     | Gólok     | Mérk. | Gólok | Mérk.   | Gólok   | Mérk. | Gólok | Mérk.  | Gólok  |
| -------------------- | ---------------- | ------------------ | --------- | --------- | ----- | ----- | ------- | ------- | ----- | ----- | ------ | ------ |
| Barcelona B          | 2017/18          | La Liga 2          | 7         | 1         | —     | —     | —       | —       | —     | —     | 7      | 1      |
| Barcelona B          | 2018/19          | Segunda División B | 23        | 1         | —     | —     | —       | —       | —     | —     | 23     | 1      |
| Barcelona B          | Összesen         | Összesen           | 30        | 2         | —     | —     | —       | —       | —     | —     | 30     | 2      |
| Barcelona            | 2018/19          | La Liga            | 0         | 0         | 3     | 0     | 1       | 0       | —     | —     | 4      | 0      |
| Barcelona            | Összesen         | Összesen           | 0         | 0         | 3     | 0     | 1       | 0       | 0     | 0     | 4      | 0      |
| Schalke 04 (kölcsön) | 2019/20          | Bundesliga         | 11        | 0         | 1     | 0     | —       | —       | —     | —     | 12     | 0      |
| Schalke 04 (kölcsön) | Összesen         | Összesen           | 11        | 0         | 1     | 0     | 0       | 0       | 0     | 0     | 12     | 0      |
| Real Betis (kölcsön) | 2020/21          | La Liga            | 22        | 1         | 3     | 1     | —       | —       | —     | —     | 25     | 2      |
| Real Betis           | 2021/22          | La Liga            | 13        | 0         | 3     | 0     | 7       | 1       | —     | —     | 23     | 1      |
| Real Betis           | 2022/23          | La Liga            | 13        | 2         | 2     | 0     | 7       | 0       | 1     | 0     | 23     | 2      |
| Real Betis           | Összesen         | Összesen           | 48        | 3         | 8     | 1     | 14      | 1       | 1     | 0     | 71     | 5      |
| KARRIER ÖSSZESEN     | KARRIER ÖSSZESEN | KARRIER ÖSSZESEN   | 89        | 5         | 12    | 1     | 15      | 1       | 1     | 0     | 117    | 7      |

1. ↑  Pályára lépése a Bajnokok Ligájában

1. 1 2  Mérkőzése(i) az Európa Ligában
2. ↑  Mérkőzése(i) a(z) Supercopa-ban

### A válogatottban
2021. június 8-i állapot szerint
| Spanyolország | Spanyolország | Spanyolország |
| Év            | Mérk.         | Gólok         |
| ------------- | ------------- | ------------- |
| 2021          | 1             | 1             |
| ÖSSZESEN      | 1             | 1             |

## Sikerei, díjai

### Klubcsapatokban
- Barcelona
  - UEFA Ifjúsági Liga: 2017–18
  - Spanyol szuperkupa: 2018

- Real Betis
  - Spanyol Kupa: 2021/22

### A válogatottban
Spanyolország U17
- U17-es Európa-bajnok: 2017
- U17-es világbajnokság – döntős: 2017

Spanyolország U18
- Mediterrán játékok – aranyérmes: 2018